# Олесь Суша
Олесь Суша (біл. Алесь Суша, справжнє ім'я Олександр Олександрович Суша — біл. Аляксандр Аляксандравіч Суша; нар. 15 грудня 1982, Мінськ) — білоруський культуролог, книгознавець. Голова Міжнародної асоціації білорусистів. Ініціатор багатьох проектів з факсимільного відновлення книжкових пам'яток Білорусі, дослідник і популяризатор спадщини Франциска Скорини. Кандидат культурології.

## Життєпис
Народився в Мінську. Здобув освіту в Білоруському державному університеті культури і мистецтв (спеціальність «культурологія») і Республіканському інституті вищої школи БДУ (спеціальність «культурологія»). У 2009 році захистив дисертацію на ступінь кандидата культурології.
З 2005 року працює в Національній бібліотеці Білорусі. Спочатку — у відділі рукописів, стародруків та рідкісних видань, в 2009—2012 рр. — вчений секретар. З 2012 — заступник директора з наукової роботи та видавничої діяльності. Викладає в Білоруському державному університеті культури і мистецтв та інших вишах.

## Діяльність
Займається науковим дослідженням історії культури Білорусі, перш за все книжкової культури Білорусі, а також історії християнства в Білорусі, формування та використання культурної спадщини унійної церкви. Брав безпосередню участь в розробці принципів оцифрування цінних документів. Творець реєстру пам'яток книжкової культури Білорусі, які перебувають за межами країни і можуть бути повернуті шляхом покупки або факсимільного відтворення.
Автор понад 350 наукових праць. Укладач наукового збірника «Здобутки: документальні пам'ятки на Білорусі». У 2015 р. очолив створену Адамом Мальдісом Міжнародну асоціацію білорусистів. Член Комісії при Раді Міністрів Республіки Білорусь з виявлення, повернення, спільного використання та введення в науковий і культурний обіг національних культурних цінностей, які опинилися за межами Білорусі. Член Ради Міністерства культури щодо проведення експертизи науково-дослідних, дослідно-конструкторських і дослідно-технологічних робіт. Стипендіат двох Спеціальних фондів Президента Республіки Білорусь (2003, 2005), одержувач гранту Президента Республіки Білорусь в культурі (2015 рік).
Член журі: республіканського конкурсу «Бібліотека — центр національної культури» (з 2012 р.), конкурсу зі створення творів для драматичного театру «Франциск Скорина і сучасність» (2016), «Премії HR-бренд Білорусь в номінації „Культура“» (2016); конкурсу творчих робіт учнів — Скорина і православна церква (2016—2017), конкурсу дослідницьких робіт учнів — Скорина і православна церква (2016—2017).
Один з організаторів і координатор щорічних Міжнародного конгресу «Бібліотека як феномен культури», Міжнародних книгознавчих читань, республіканської науково-практичної конференції «Електронна культура».

## Скоринознавство і святкування 500-річчя білоруського друкарства

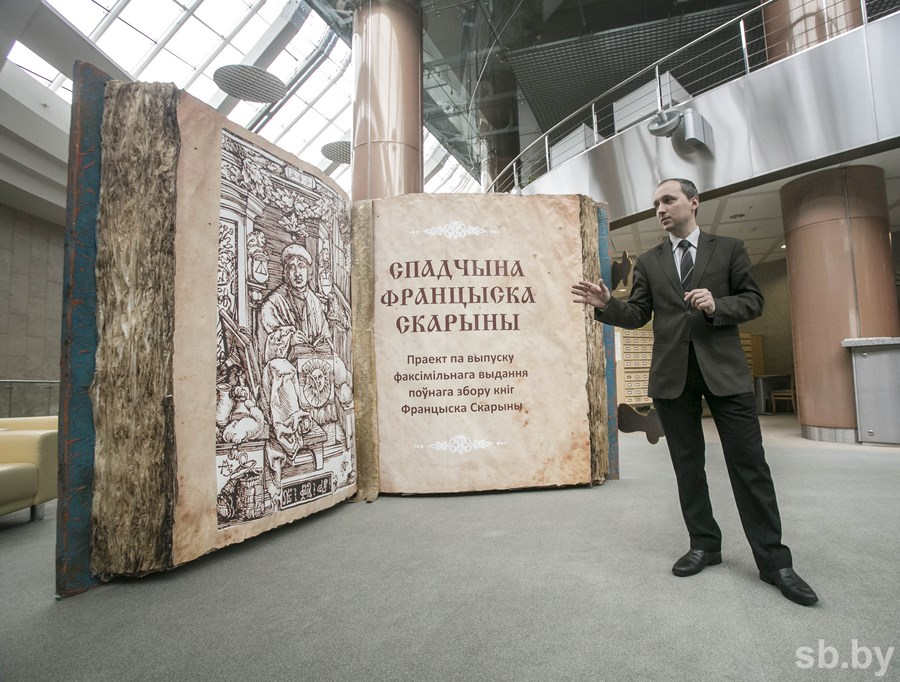
Олесь Суша біля Скоринівського арт-об'єкту в Національній бібліотеці Білорусі

Олесь Суша є одним з основних ініціаторів широкого святкування 500-річчя білоруського друкарства, активізації дослідження і популяризації спадщини Франциска Скорини.
У 2012 році курирував першу в історії Білорусі виставку видань Франциска Скорини із зарубіжних зборів в Мінську (11 видань з Німеччини).
У 2012—2017 рр. курирував роботу з отримання цифрових копій видань Франциска Скорини з Великої Британії, Німеччини, Росії, України, Чехії та інших країн. В результаті сформована електронна колекція з більш ніж 200 повнотекстових копій.
У 2013—2017 рр. курирував підготовку і виконання наукового і видавничого проекту з факсимільного відновлення книжкової спадщини Франциска Скорини (видано 20 томів): виступав у ролі відповідального за видання, брав участь у підготовці концепції, підготував наукові статті кожного тому (у співавторстві). У 2015 році став персональним одержувачем гранту Президента Республіки Білорусь в культурі на реалізацію проекту з підготовки першого факсимільного відтворення книжкової спадщини Франциска Скорини та інших значущих пам'яток книжкової культури Білорусі.
У 2015—2017 рр. активно брав участь в процесі повернення в Білорусь «Малої подорожньої книжки» Франциска Скорини.
Є членом ініціативної групи з пошуку та виявлення нових свідчень життя і діяльності білоруського першодрукаря Франциска Скорини в Чехії (створена 16 червня 2016 р.).
Олесь Суша виступив експертом і консультантом у кількох телефільмах, був редактором, рецензентом і членом редакційних колегій багатьох видань, присвячених білоруському першодрукареві. Виступив в ролі автора кількох монографій, присвячених Францискові Скорині:
- Францыск Скарына. Чалавек-энцыклапедыя. — Мінск: Беларуская энцыклапедыя імя Ф.Скарыны, 2016. — 119 с.[4]
- Францыск Скарына. Чалавек свету. — Мінск: Беларуская энцыклапедыя імя Ф.Скарыны, 2016. — 128 с.[5]
- Францыск Скарына. Чалавек-легенда. — Мінск: Беларуская энцыклапедыя імя Ф.Скарыны, 2016. — 112 с.[6]
- Франциск Скорина — человек мира. — Минск: Беларуская Энцыклапедыя, 2016. — 303 с.[7][8]

Є укладачем збірки п'єс «Франциск Скорина і сучасність» (Мінськ: НББ 2017), збірки науково-популярних нарисів про першодрукаря «З славного міста Полоцька» (Мінськ: Мастацкая літаратура, 2017), науковим редактором альбомів «Просвітитель з Полоцька» (Мінськ: Беларусь, 2016), «Вільнюс часів Франциска Скорини» (Мінськ: НББ, 2016) і ін.

## Діяльність після 2020 року
Після придушення режимом Лукашенка масових протестів проти фальсифікації результатів виборів президентських виборів 2020 року, Олександр Суша брав участь у репресіях розгорнутих проти незгодних з режимною позицією щодо результатів виборів та придушення протестів тощо. За свідченнями колишньої співробітниці Національної бібліотеки Білорусі Наталії Гарковіч, Суша змусив Гарковіч звільнитися, погрожуючи політично мотивованим кримінальним переслідуванням.
Станом на 2023 рік, після повномасштабного вторгнення Росії в Україну, Олесь Суша перейшов працювати до Інституту наукової інформації із суспільних наук Російської академії наук. Станом на середину 2025 року посилання є активним та не містить жодних даних про неактуальність, звільнення працівника та інш..

## Нагороди і звання
- «Людина року в сфері культури» в номінації «Бібліотечна справа» (Білорусь, 2018)[11]

## Вибрана бібліографія
- Буквар у жыцці нашых продкаў = Букварь в жизни наших предков = The ABC-book in life of our ancestors. — Мінск: Нацыянальная бібліятэкі Беларусі, 2012. — 156 с.
- Даведнік па Беларусі для імператрыцы = Путеводитель по Беларуси для императрицы = A guide to Belarus for the Empress. — Мінск: Нацыянальная бібліятэка Беларусі, 2009. — 67 с.
- Аб нестварэнні грэка-каталіцкай царквы ў 1596 г. // Леў Сапега (1557—1633 гг.) і яго час: зб. навук. артыкулаў. — Гродна, 2007. — С. 294—299.
- Да пытання перыядызацыі гісторыі культуры Беларусі ў кантэксце яе развіцця на памежжы «Усход — Захад» // Чалавек. Грамадства. Свет. — 2008. — № 4. — С. 3—12.
- Ля вытокаў беларускай гістарычнай навукі: творчая спадчына Ігната Кульчынскага[недоступне посилання з грудня 2021] // Беларускі гістарычны часопіс. — 2009. — № 2. — С. 27—37.
- Лёс культурнай спадчыны грэка-каталіцкай царквы ў Беларусі: новыя знаходкі ў львоўскіх зборах // Здабыткі: дакументальныя помнікі на Беларусі. — Мінск, 2009. — Вып. 11. — С. 88—130.
- Праблемы вывучэння помнікаў кніжнай культуры уніяцкай царквы // Сонца тваё не закоціцца, і месяц твой не схаваецца: зборнік артыкулаў па беларусістыцы і багаслоўі ў гонар 80-годзьдзя з дня нараджэння і 50-годдзя святарства айца Аляксандра Надсана. — Мінск, 2009. — С. 265—272.
- Асветніцтва[недоступне посилання з липня 2019] // Культура Беларусі: энцыклапедыя. — Мінск: Беларуская Энцыклапедыя, 2010. — Т.1. — С.273—275.
- Базыльяне // Культура Беларусі: энцыклапедыя. — Мінск: Беларуская Энцыклапедыя, 2010. — Т.1. — С.407—410.
- Дакументальная спадчына Якуба Сушы[недоступне посилання з червня 2019]: да 400 годдзя з дня нараджэння // Здабыткі: дакументальныя помнікі на Беларусі. — Мінск, 2010. — Вып. 12. — С. 32—68.
- Беларуская літаратурная спадчына: анталогія: у 2 кн. / уклад. С. А. Курбанава, А. А. Суша, Г. Я. Галенчанка, В. П. Русак, І. І. Зайцаў, П. М. Лапо. — Мінск: Беларуская навука, 2011. — Кн. 1. — 1028, [1] с.
- Бібліятэкі ў адукацыйнай прасторы даўняга Полацка [Архівовано 6 березня 2016 у Wayback Machine.] // Беларускі гістарычны часопіс. — 2012. — № 5. — С. 38—46.

## Укладення електронних видань
Олесь Суша є укладачем перших електронних видань Національної бібліотеки Білорусі (з 2004 року), присвячених питанням національної культурної спадщини, в тому числі:
- Кніга Беларусі. 1517—1917: зводны каталог / Нацыянальная бібліятэка Беларусі; складальнікі каталога: Г. Я. Галенчанка (д.г.н.), Т. В. Непарожная, Т. К. Радзевіч; складальнікі электроннага выдання: Г. У. Кірэева, А. А. Суша, К. В. Языковіч. — Мінск: Нацыянальная бібліятэка Беларусі, 2006. — 1 електронний оптичний диск (CD-ROM);
- Спадчына Напалеона Орды (з фондаў Нацыянальнай бібліятэкі Беларусі)=Napoleon Orda's heritage (from the National Library of Belarus funds) / склад. Г. У. Кірэева, Т. І. Рошчына, А. А. Суша; Нацыянальная бібліятэка Беларусі. — Мінск: Нац. б-ка Беларусі, 2007. — 1 електронний оптичний диск (CD-ROM);
- Шэдэўры літаратурнай спадчыны Беларусі / склад.: І. І. Зайцаў, В. П. Русак, А. А. Суша; Нацыянальная бібліятэка Беларусі. — Мінск: Нац. б-ка Беларусі, 2007. — 1 електронний оптичний диск (CD-ROM);
- Беларуская і руская літаратура: у дапамогу навучэнцам / склад. А. А. Суша. — Мінск: Нацыянальная бібліятэка Беларусі, 2011. — 1 CD;
- Кніжныя помнікі: выяўленне, апісанне, захоўванне, выкарыстанне: метадычныя матэрыялы / складальнік А. А. Суша. — Мінск: Нац. б-ка Беларусі, 2013. — 1 CD.

## Участь у факсимільному відновленні білоруських книжкових пам'яток
Олесь Суша є безпосереднім учасником робіт із факсимільного відновлення найбільш цінних пам'яток книжкової культури Білорусі.
- 2009 — Топографические примечания на знатнейшие места путешествия Ее Императорского Величества в белорусские наместничества (Санкт-Петербург, 1780) — ідея, обробка графічного матеріалу, науковий нарис у вигляді окремого видання;
- 2012 — Полоцьке Євангеліє (кінець ХІІ — початок XIII ст.) — участь у підготовці концепції, передмова;
- 2012 — Буквар слов'янської мови (Вільнюс, 1767) — ідея, відповідальний за факсимільне видання, науковий нарис у вигляді окремого видання;
- 2012 — Різдвяна писанка (Вільнюс, 1913) — ідея, відповідальний за факсимільне видання, післямова;
- 2012 — Вацлав Ластовскій. Історія білоруської (кривської) книги (Ковно, 1926) — ідея, передмова;
- 2013 — Баркулабівський літопис (список 1650-60-х рр.) — участь у підготовці концепції, вступна наукова стаття;
- 2013 — Симеон Полоцький. Жезл правління (1667) — наукове дослідження в окремому томі, відповідальний за видання;
- 2014 — Турівське Євангеліє — участь у підготовці концепції, загальна редакція, наукове дослідження пам'ятки, відповідальний за видання;
- 2014—2017 — Книжкова спадщина Франциска Скорини: 20 томів — участь у підготовці концепції, наукові статті до кожного тому, відповідальний за видання.